# Brasilien i olympiska sommarspelen 1960
Brasilien deltog med 72 deltagare vid de olympiska sommarspelen 1960 i Rom. Totalt vann de två bronsmedaljer.

## Medaljer

### Brons
- Manuel dos Santos - Simning, 100 m frisim.
- Edson Bispo dos Santos, Moyses Blas, Waldemar Blatkauskas, Algodão, Carmo De Souza, Carlos Domingos Massoni, Waldyr Geraldo Boccardo, Wlamir Marques, Amaury Antônio Pasos, Fernando Pereira De Freitas, Antonio Salvador Sucar och Eduardo Schall Jatyr - Basket.